# Lambs Grove (Iowa)
Lambs Grove – miasto w Stanach Zjednoczonych, w stanie Iowa, w hrabstwie Jasper. W 2000 roku liczyło 225 mieszkańców.